# O Saque de Troia
O Saque de Troia ou Iliu persis (em grego,  Ἰλίου πέρσις) é um poema épico perdido do Ciclo Troiano relacionado à Guerra de Troia cuja autoria é atribuida a Arctino de Mileto. Foi escrito provavelmente no fim do Século VII a.C..
Iliupersis foi composto cronologicamente após a Ilíada e a Odisseia, de Homero. Na cronologia da narrativa do Ciclo Troiano, situa-se depois da Pequena Ilíada e antes dos Nostoi. Graças a fragmentos da obra e ao resumo de Proclo na Crestómatia, temos informações a respeito do argumento do poema. 
Os gregos invadem e destroem  Troia;  Helena é recuperada; todos os homens troianos são mortos, e as mulheres são escravizadas; Polixena é sacrificada no túmulo de Aquiles por Neoptólemo; Agamênon e Menelau discordam de sacríficio aos deuses, o que  leva à divisão dos gregos na partida; partida dos gregos de Troia.